# Venezillo colomboi
Venezillo colomboi là một loài chân đều trong họ Armadillidae. Loài này được Arcangeli miêu tả khoa học năm 1929.